# Далнік
Далнік (рум. Dalnic) — комуна у повіті Ковасна в Румунії. До складу комуни входить єдине село Далнік.
Комуна розташована на відстані 165 км на північ від Бухареста, 16 км на північний схід від Сфинту-Георге, 41 км на північний схід від Брашова.

## Населення
У 2009 році у комуні проживали 955 осіб.

## Зовнішні посилання
- Дані про комуну Далнік на сайті Ghidul Primăriilor